# Aleix Franch
Aleix Franch Alfos (* 29. September 1966 in Sabadell) ist ein ehemaliger spanischer Handballspieler.

## Karriere

### Verein
Aleix Franch stand ab 1987 im Kader von BM Granollers in der Liga ASOBAL. Mit Granollers gehörte er zur spanischen Spitzengruppe und wurde in der Saison 1991/92 spanischer Vizemeister. Anschließend wechselte der linke Außenspieler zu CB Alzira, mit dem er ebenfalls zu den besten vier Mannschaften gehörte. Im EHF-Pokal 1993/94 besiegte man in den Finalspielen HC Linz AG aus Österreich. Nachdem Alzira wegen hoher Schulden im Sommer 1995 vom Spielbetrieb abgemeldet worden war, unterschrieb Franch beim Ligakonkurrenten Ademar León. Nach einem sechsten Platz in der Saison 1995/96 schloss er sich BM Pozoblanco an, wo er nach dem Abstieg in die zweite Liga im Sommer 1997 seine Laufbahn beendete.

### Nationalmannschaft
Mit der spanischen Juniorennationalmannschaft gewann Franch die Bronzemedaille bei den Mittelmeerspielen 1987 und die Silbermedaille bei der U-21-Weltmeisterschaft 1987.
In der spanischen Nationalmannschaft debütierte Franch beim 26:25 gegen Polen am 27. Juni 1989 in Pamplona. Bei der Weltmeisterschaft 1990 warf er 36 Tore in sieben Spielen und belegte mit der Selección den 5. Platz. Im selben Jahr nahm er an den Goodwill Games in Seattle teil. Im folgenden Jahr gewann er mit Spanien den Supercup. Beim World Cup 1992 wurde die Mannschaft Zweite. Wenige Wochen später nahm der in Sabadell, wenige Kilometer außerhalb von Barcelona, geborene Franch an den Olympischen Spielen 1992 eben dort teil. In vier Partien erzielte er neun Treffer und kam mit Spanien auf den 5. Rang. Ebenfalls auf den 5. Platz kam er mit dem Team bei der Europameisterschaft 1994, wo er 15 Tore in seinen letzten beiden Länderspielen warf. Insgesamt bestritt er 64 Länderspiele, in denen er 168 Tore erzielte.